# Thandi Brewer
Thandi Brewer là một người dẫn chương trình, biên kịch, nhà sản xuất phim, đạo diễn và biên tập kịch bản người Nam Phi.
Cô đã được gọi là Shonda Rimes của Nam Phi.
Là một người dẫn chương trình, nhà sáng tạo và tác giả chính, Brewer đã sản xuất 300 giờ phim truyền hình và phim truyền hình.  Vốn sáng tạo của cô đã tạo ra hơn 97 triệu rand giá trị sản phẩm. 
Tác phẩm nổi bật của cô bao gồm chương trình series trẻ em huyền thoại "Dynamite Diepkloof Dudes" "37 Honey Street", thu hút báo chí toàn quốc với lần đầu tiên để lesbian nhau hôn trên truyền hình Nam Phi, chương trình đoạt giải thưởng 7 x SAFTA đề cử giải International Emmy Usindiso, cũng được phát sóng khắp châu Phi, "Sticks and Stones" - loạt phim đầu tiên trong lịch sử truyền hình Nam Phi có mô tả hình ảnh âm thanh cho người mù, loạt phim đầu tiên của Bah Bah Close Close do Mnet East Phi sản xuất viết đầu và đào tạo các nhà văn Kenya và Uganda, và chương trình End Game đã được làm mới ba lần ở Nam Phi, và đã được phát sóng khắp châu Phi. Bất kỳ phim nào trong số loạt phim của cô đều đã có hơn 4 triệu người xem. Cô hiện đang trình diễn Keeping Score, một telenovela gồm 156 phần mà cô ấy đã tạo ra, đó là telenovela đầu tiên mà SABC 2 đã thực hiện.
Là một biên tập viên kịch bản, cô đã làm việc với các nhà văn để sản xuất bộ truyện cực kỳ nổi tiếng của Hội Xã hội SABC 1 Thời Tiger Tiger SABC 2 Hồi Tình yêu theo phong cách M Namzi (etv) và SAFTA chiến thắng Borderliners S2. Là một trong những biên tập viên và nhà phân tích kịch bản của NFVF đã được phê duyệt, cô ấy đã vinh dự được giúp các nhà văn trau dồi ngôn ngữ của họ trên bài viết của Jimmy Jimmy trong Pink, cho từ Anh / NFVF 25 từ trở xuống, Cô làm việc với tư cách là một người chỉnh sửa kịch bản bao gồm cả "Hillside" SABC 2. "One way" SABC 1 "102 Paradise Lane" SABC 2 "Glory Boys" MNet.